# Les Trois Rendez-vous
Pour plus de détails, voir Fiche technique et Distribution.
Les Trois Rendez-vous est un court métrage français de Philippe de Broca, Charles Bitsch et Édith Krausse, sorti en 1953.
Court-métrage réalisé dans le cadre de l'École de Cinéma de Vaugirard. Il y a fait l'objet d'un remake en 1987.

## Synopsis
Deux hommes, une femme… 3 histoires racontées selon 3 points de vue…

## Fiche technique
- Titre original : Les Trois Rendez-vous
- Réalisation : Philippe de Broca, Charles Bitsch et Édith Krausse
- Scénario : Philippe de Broca, Charles Bitsch et Édith Krausse
- Photographie : François Lauliac, Jean Lavie, Pierre Lhomme
- Son : Roland Delcour, Jean Lavie, Max Morvan
- Production : Ecole nationale de photographie et de cinématographie
- Pays de production :  France
- Langue originale : français
- Format : noir et blanc — 35 mm
- Genre : Comédie
- Durée : 34 minutes[1], 25 minutes[2]
- Date de sortie :
  - France : 1953

## Distribution
- Annie Delattre
- Philippe de Broca
- Eschag Neman
- Robert Deshayes